# Иерусалимия
Иерусалимия (болг. Йерусалимия) — в болгарской иконописи сложная композиция с изображением святых мест Иерусалима и различных библейских сюжетов. Иерусалимии создавали темперными красками на холсте шириной 1,5 — 2 метра. Их помещали не в храмах, а в жилищах где они служили как своеобразным иконостасом, так и свидетельством о посещения паломниками Святой земли. Особое распространение Иерусалимии получили в XIX веке, когда болгары начали совершать массовые паломничества в Иерусалим.
В центральной части Иерусалимии обычно помещали изображение главных святынь Иерусалима — Голгофу, Храм Гроба Господня. Их окружали различными сценами на сюжеты Ветхого и Нового Заветов, а также образами палестинских святых. Также на Иерусалимиях изображали чин Благодатного огня, совершаемый в Великую субботу.